# Mom (Fernsehserie)/Staffel 6
Die sechste Staffel der US-amerikanischen Sitcom Mom feierte ihre Premiere am 27. September 2018 auf dem Sender CBS. Die deutschsprachige Erstausstrahlung wurde vom 3. April bis 7. August 2019 auf dem deutschen Pay-TV-Sender ProSieben Fun gesendet.

## Darsteller
| Figur                       | Darsteller          | Deutscher Sprecher       |
| --------------------------- | ------------------- | ------------------------ |
| Christy Jolene Plunkett     | Anna Faris          | Marie Bierstedt          |
| Bonnie Plunkett             | Allison Janney      | Traudel Haas             |
| Marjorie Armstrong-Perugian | Mimi Kennedy        | Isabella Grothe          |
| Jill Kendall                | Jaime Pressly       | Natascha Geisler         |
| Wendy Harris                | Beth Hall           | Gabriele Schramm-Philipp |
| Adam Janikowski             | William Fichtner    | Peter Flechtner          |
| Nebendarsteller             |                     |                          |
| Nora Rogers                 | Yvette Nicole Brown | Sandra Schwittau         |
| Mr. Munson                  | Charles Robinson    | Uli Krohm                |
| Ned                         | Sam McMurray        | Axel Lutter              |
| Tammy Diffendorf            | Kristen Johnston    | Katrin Zimmermann        |
| Violet Plunkett             | Sadie Calvano       | Victoria Frenz           |
| Chef Rudy                   | French Stewart      | Michael Pan              |
| Mike                        | Larry Joe Campbell  | Tobias Lelle             |
| Andy                        | Will Sasso          | Ingo Albrecht            |
| Trevor Wells                | Rainn Wilson        | Gerrit Schmidt-Foß       |

## Episoden
| Nr. (ges.) | Nr. (St.) | Deutscher Titel                       | Originaltitel                              | Erstausstrahlung USA | Deutschsprachige Erstausstrahlung (D) | Regie                | Drehbuch                                                                                               | Zuschauer (USA) |
| --- | --------- | ------------------------------------- | ------------------------------------------ | -------------------- | ------------------------------------- | -------------------- | --- | --------------- |
| 111 | 1         | Nicht mal im Traum!                   | Pre-Washed Lettuce and a Mime              | 27. Sep. 2018        | 3. Apr. 2019                          | James Widdoes        | Warren Bell & Marco Pennette & Adam Chase Idee: Nick Bakay & Gemma Baker & Alissa Neubauer             | 7,94 Mio.       |
| Christy bereitet sich auf den ersten Tag ihres Jura-Studiums vor. Bonnie versucht sie zu ermuntern, weil sie stolz darauf ist, was ihre Tochter geschafft hat. Doch schon bald beginnt Christy zu zweifeln. Denn die Doppelbelastung Job und Schule fällt ihr schwer, zumal ihr neuer Chef im Restaurant ihr noch eine zusätzliche Schicht zuteilt. Daraufhin vergisst sie ihre Seminarunterlagen im Lokal und muss am nächsten Tag unvorbereitet zur Uni. Sie entschließt sich, das Studium hinzuschmeißen, doch beim Treffen der Anonymen Alkoholiker wird ihr klar, dass sie schon so viel geschafft hat und es deshalb keinen Grund gibt, diese Herausforderung nicht auch zu meistern. Bonnie trifft die Vorbereitungen zu ihrer Hochzeit mit Adam, der sie dabei aber nicht unterstützen will. In der Nacht beginnt Bonnie davon zu träumen, dass Adam ein Verhältnis mit der Supermarktangestellten Louise hat, was sie völlig verwirrt. Adam macht sich lustig darüber, als sie es ihm erzählt, und erst als Marjorie ihr klarmacht, dass es damit zu tun hat, dass sie im Unterbewusstsein möchte, dass Adam ihr bei der Planung der Hochzeit hilft, kann sie damit umgehen und ihn um Hilfe bitten. |           |                                       |                                            |                      |                                       |                      | |                 |
| 112 | 2         | Gurke oder Essiggurke?                | Go-Go Boots and a Butt Cushion             | 4. Okt. 2018         | 10. Apr. 2019                         | James Widdoes        | Gemma Baker & Alissa Neubauer & Sheldon Bull Idee: Warren Bell & Britté Anchor                         | 7,83 Mio.       |
| Christy ist sich sicher, dass sie die Sitzungen der Anonymen Spieler nicht mehr braucht, da sie der Ansicht ist, sie habe ihre Spielsucht unter Kontrolle. Nora rät ihr aber trotzdem, dass sie sich einen Betreuer suchen soll. So lernt sie Ned kennen, der ihr empfiehlt, kontrolliert zu spielen. Nur so kann sie herausfinden, ob sie weiß, wann sie aufhören muss. Christy kauft sich deshalb 10 Rubbellose mit dem Ziel, nur drei aufzurubbeln, was ihr problemlos gelingt. Als sie aber einen Check von der Universität mit einer Rückzahlung bekommt, kann sie sich nicht mehr zurückhalten und will ins Casino. Da sie Ned nicht erreichen kann, ruft sie ihre Mutter an und bittet sie um Hilfe. Nun wird ihr klar, dass sie spielsüchtig ist, aber nur wenn sie Geld im Überfluss hat. Bonnie hat den Termin verpasst, um den blinden Mr. Munson zu seiner Behandlung ins Krankenhaus zu fahren. Auf der Rückfahrt verlangt er deshalb von ihr, dass er als Wiedergutmachung selbst einmal mit dem Wagen fahren darf. |           |                                       |                                            |                      |                                       |                      | |                 |
| 113 | 3         | Die furchtbare Professorin            | Ambulance Chasers and a Babbling Brook     | 11. Okt. 2018        | 17. Apr. 2019                         | James Widdoes        | Gemma Baker & Alissa Neubauer Idee: Warren Bell & Sheldon Bull & Britté Anchor                         | 8,21 Mio.       |
| Christy hat Angst vor ihrer neuen Professorin an der Universität (Constance Zimmer), da sie von ihr immer fertig gemacht wird. Da sie keine Zeit hat, um an die Meetings der Anonymen Alkoholiker zu gehen, entschließt sie sich, ein Treffen an der Uni zu besuchen. Erstaunt stellt sie fest, dass auch ihre Professorin dort ist. Wie sich herausstellt, war sie bis vor sechs Monaten selbst Trinkerin. Sie findet das Treffen aber unnütz und lädt Christy zu einem Kaffee ein, weil sie jemanden zum Reden braucht. Christy profitiert dadurch im Unterricht, fühlt sich aber nicht wohl in der Rolle der Zuhörerin für ihre Probleme außerhalb der Schule. Sie empfiehlt ihr deshalb, weiterhin an Treffen zu gehen, was sie aber ausschlägt. Dies hat auch Auswirkungen auf ihre zukünftige Beziehung untereinander. Bonnie und Adam besprechen, wie sie ihre Hochzeitsfeier gestalten wollen. Als Bonnie daraufhin eine passende Location findet, ohne sich mit ihm abzusprechen, hat sie deswegen ein schlechtes Gewissen. Jill schlägt ihr vor, so zu tun, als ob es die Idee von Adam war und Bonnie zeigt ihm deswegen auch schlechte Orte. Darunter ist ein Keller, in dem früher Weinfässer hergestellt wurden. Bonnie bringt Adam dazu, sich für ihren Ort zu entscheiden. Er kauft aber danach den Keller, weil er sich sofort in den Ort verliebt hat und dort eine Bar eröffnen will. Nun fühlt sich Bonnie hintergangen, weil er es nicht mit ihr abgesprochen hat. |           |                                       |                                            |                      |                                       |                      | |                 |
| 114 | 4         | Nachtangst                            | Big Sauce and Coconut Water                | 18. Okt. 2018        | 24. Apr. 2019                         | James Widdoes        | Nick Bakay & Sheldon Bull & Susan McMartin Idee: Anne Flett-Giordano & Michael Shipley & Britté Anchor | 8,12 Mio.       |
| Bonnie besucht Tammy im Gefängnis und erfährt, dass sie demnächst auf Bewährung entlassen wird. Da sie ins Übergangsheim müsste, bietet Bonnie ihr an, zunächst bei ihr zu wohnen. Zurück vom Besuch erzählt sie es Christy, die sich natürlich übergangen fühlt, weil sie sie vorgängig nicht gefragt hat. Christy willigt ein unter der Bedingung, dass Bonnie für Tammy verantwortlich ist. So zieht Tammy bei ihnen ein und Bonnie fühlt sich schnell mit der Situation überfordert. Da Tammy zu allem Überfluss auch noch unter Nachtangst leidet, will Bonnie die nächste Nacht bei Adam verbringen und versucht sich aus dem Haus zu stehlen. Doch Christy verbietet es ihr. Nun versucht sich Bonnie vor Tammy in der Waschküche zu verstecken, doch Tammy findet sie. Tammy will wissen, was sie macht, sie sagt ihr, sie müsse die Waschmaschine reparieren. Dabei merkt Bonnie, dass Tammy etwas von Hauswartung und Reparaturen versteht. So lässt sie Tammy für sich die Arbeit machen und hat etwas Ruhe vor ihr. |           |                                       |                                            |                      |                                       |                      | |                 |
| 115 | 5         | Der verschwundene Obstgarten          | Flying Monkeys and a Tank of Nitrous       | 25. Okt. 2018        | 1. Mai 2019                           | James Widdoes        | Nick Bakay & Adam Chase & Susan McMartin Idee: Marco Pennette & Anne Flett-Giordano & Michael Shipley  | 7,98 Mio.       |
| Bonnie wollte Christy überraschen und hat Tickets für das Musical Wicked in San Francisco besorgt, aber Adam will nicht mitkommen. So überlegen sich die beiden, wen sie fragen sollen. Schlussendlich fällt ihre Wahl auf Marjorie, weil sie einmal ein wenig Abwechslung verdient hat. Denn seit ihr Mann Victor einen Schlaganfall hatte, kümmert sie sich rund um die Uhr um ihn. In der Pause der Vorstellung erhält Marjorie einen Anruf, Victor habe einen weiteren Schlaganfall erlitten. Sie kehren sofort zurück, doch er hat es nicht überlebt. Als Marjorie das nächste Mal an ein Treffen der Anonymen Alkoholiker kommt, wundert sich Christy, dass sie nicht traurig ist. Nach der Abdankung ist es das Gleiche. Auf die Frage, was sie nun mit der Urne machen will, erklärt Marjorie, sie würde Victors Asche gerne in dem Park verstreuen, wo er ihr den Heiratsantrag gemacht hat. Also fahren sie gemeinsam dorthin, doch der Park existiert nicht mehr, er musste einem Supermarkt weichen. Auf der Fahrt zurück nach Hause erfahren sie endlich, wieso Marjorie nicht trauern kann. Sie hat nur eine Erlösung gefühlt, als sie die Nachricht vom Tod erhielt. Wendy klärt sie darüber auf, dass dies häufig passiert, wenn Menschen lange todkrank im Krankenhaus liegen. Mann kann dann schon vorher damit beginnen, Abschied zu nehmen. Wieder zu Hause nimmt Marjorie die Lieblingskatze von Victor auf den Schoss und beginnt leise zu weinen. |           |                                       |                                            |                      |                                       |                      | |                 |
| 116 | 6         | Bo und die Sucht nach Tattoos         | Cottage Cheese and a Weird Buzz            | 1. Nov. 2018         | 8. Mai 2019                           | James Widdoes        | Marco Pennette & Anne Flett-Giordano & Michael Shipley Idee: Nick Bakay & Adam Chase & Susan McMartin  | 7,90 Mio.       |
| Seit Christy das Geld von Jill für die Kaution von Bonnie verspielt hat, muss sie ihr es in monatlichen Raten zurückzahlen. Weil Tammy in der Wohnung einen Wasserschaden hinter einem Schrank entdeckt hat, renoviert sie nun und macht viel Lärm, deshalb geht Christy zu Jill um in Ruhe zu lernen. Jill spricht sie darauf an, dass heute der 1. und die nächste Rate fällig ist. Christy hat das nötige Geld noch nicht beisammen und bittet sie um einen Aufschub bis nach der Arbeit. Als sie danach zurückkommt und Jill das Geld gibt, verschenkt es Jill sofort an ihre Haushälterin, da sie in ihrem teuren Badeanzug keine Taschen hat. Christy ist darüber sehr empört, weil sie das Gefühl hat, dass Jill nicht weiß, wie viel Aufwand es für sie ist, soviel Geld zusammenzusparen. Dabei will Jill ihr nur helfen, ihren Umgang mit dem Geld richtig zu lernen. Nach einem Gespräch mit ihrem Betreuer bei einem Meeting der Anonymen Spielern versteht dies Christy auch und entschuldigt sich bei Jill. Nachdem Bonnie und Adam im Kino waren, kommen sie an einem Tattoo-Studio vorbei, dabei werden sie von zwei Jugendlichen wegen des Alters angepöbelt. Bonnie fühlt sich in ihrem Stolz verletzt und schlägt Adam vor, dass sie sich gegenseitig die Namen tätowieren lassen. Doch Adam bekommt es mit der Angst zu tun und hört nach den ersten zwei Buchstaben auf. Danach versucht er es Bonnie so zu verkaufen, dass er sie ja immer ‚Bo‘ nennt. Bonnie hingegen wird süchtig nach mehr Tatoos und lässt sich erst bremsen, als ihr Marjorie ins Gewissen redet. |           |                                       |                                            |                      |                                       |                      | |                 |
| 117 | 7         | Die Party im Kleiderschrank           | Puzzle Club and a Closet Party             | 8. Nov. 2018         | 8. Mai 2019                           | James Widdoes        | Gemma Baker & Warren Bell & Alissa Neubauer Idee: Sheldon Bull & Britté Anchor                         | 8,09 Mio.       |
| Jill will zu Hause ihren Kleiderschrank entrümpeln und lädt Christy und Wendy ein, ihr zu helfen. Dabei dürfen sie sich auch Sachen aussuchen, die Jill nicht mehr will. Als dabei gewisse Kleidungsstücke auftauchen, an die Jill Erinnerungen hat, wird sie trübselig und findet, sie habe in ihrem bisherigen Leben nichts erreicht. Sie möchte Christy und Wendy nach getaner Arbeit noch zu einem Essen einladen, aber die beiden müssen arbeiten gehen. Jill kann das nicht verstehen, zumal Samstag-Abend ist. Christy schlägt ihr vor, doch selbst eine Arbeit zu suchen, damit sie sich beschäftigt fühlt. Aber sie weiß nicht, was zu ihr passt und zudem hat sie nichts gelernt. Als sie danach die aussortierten Kleider bei der Fürsorge abgeben, erklärt sich Jill spontan bereit, bei der Verteilung der Kleider an die Leute zu helfen. Weil Marjorie sich einsam fühlt, seit Victor gestorben ist, lädt Bonnie sie zu sich ein. Marjorie bringt ein Puzzle mit, Bonnie findet dies aber zunächst nicht wirklich interessant. Aber Tammy und Marjorie sind hell begeistert davon. Als Bonnie dann doch die ersten Teile zusammenfügen kann, findet sie es auch toll. Da sich Marjorie mit Tammy sehr gut versteht, schlägt Bonnie vor, dass Tammy zu ihr ziehen soll, damit sie nicht mehr so einsam ist. So ist Marjorie geholfen und sie und Christy sind Tammy los. |           |                                       |                                            |                      |                                       |                      | |                 |
| 118 | 8         | Die Mutter aller Probleme             | Jell-o Shots and the Truth about Santa     | 15. Nov. 2018        | 15. Mai 2019                          | James Widdoes        | Gemma Baker & Adam Chase & Sheldon Bull Idee: Susan McMartin & Anne Flett-Giordano                     | 7,93 Mio.       |
| Christy lernt mit ihrer Studienkollegin Stacy als Bonnie nach Hause kommt und sich unmöglich aufführt, was Christy dazu bringt, sie als schlimmste Mutter aller Zeiten vorzustellen. Aber Stacy weist sie darauf hin, dass es einen Podcast gibt, wo jemand über seine wirklich fürchterliche Mutter berichtet. Christy lässt dies keine Ruhe und als sie sich eine Folge davon anhört, muss sie feststellen, dass dies ihre Tochter Violet ist. Sie ist schockiert und versucht mit ihr Kontakt aufzunehmen, aber da Violet eine neue Nummer hat, muss ihr Bonnie helfen. Da sie auch nicht weiß, wo sie jetzt wohnt, bringt sie Bonnie zu ihr. Sie möchte, dass Violet einen weiteren Podcast macht, in dem sie erklärt, dass ihre Mutter heute nicht mehr so ist. Violet findet aber, Christy soll dies selbst erklären und zeichnet es auf. Zum Schluss ist Violet zwar dankbar dafür, dass sich Christy bei ihr dafür entschuldigt, dass sie keine gute Mutter war, will aber trotzdem nichts mehr mit ihr zu tun haben, weil sie ihr die Kindheit gestohlen hat. Die Eröffnung von Adams Bar steht kurz bevor, Bonnie ist sauer auf ihn, weil Tammy nun ihm hilft und sie die Arbeiten im Haus wieder selbst machen muss. Adam beginnt zu zweifeln, ob es richtig ist, was er macht, zudem ist er betrunken, weil er verschiedene Biere getestet hat. Bonnie unterstützt ihn und beginnt Flyer für die Eröffnung an ihre Freunde und Bekannte zu verteilen. Es wird ein voller Erfolg bis auf die Tatsache, dass an der Eröffnung praktisch niemand Bier trinkt, weil fast alle Gäste Anonyme Alkoholiker sind, was Adam dazu bewegt zu sagen, er komme sich vor, als ob er eine Saftbar habe. |           |                                       |                                            |                      |                                       |                      | |                 |
| 119 | 9         | Schmerz lass nach!                    | Pork Loin and a Beat Up Monte Carlo        | 29. Nov. 2018        | 15. Mai 2019                          | James Widdoes        | Nick Bakay & Marco Pennette & Britté Anchor Idee: Warren Bell & Alissa Neubauer                        | 7,47 Mio.       |
| Tammy hat Zahnschmerzen und muss zum Zahnarzt. Da Marjorie zu einem Treffen nach Kanada reist, erklärt sich Bonnie bereit, Tammy zu begleiten. Danach macht sie sich Sorgen, dass Tammy zu viele der Schmerzmittel aufs Mal nimmt und kümmert sich darum, dass sie die Dosierung einhält. Aber Tammy findet heraus, dass sie alle vier Stunden eine Tablette nehmen dürfte, obwohl ihr Bonnie nur alle sechs Stunden eine gibt. Bonnie erklärt ihr, dass sie dies zu ihrem Schutz macht und weil sie ihr helfen will. Danach stellt Bonnie mit Stolz fest, dass sie sich auch selbst unter Kontrolle hatte, denn sie hätte freien Zugang zu Schmerzmitteln gehabt und keine genommen. Christy hätte die Möglichkeit, während den Sommerferien in einer Kanzlei eines ihrer Dozenten ein Praktikum zu machen, sofern sie sich dafür auszeichnet. Dabei muss sie gegen ihre Studienkollegin Lisa einen Schauprozess als Staatsanwältin durchführen. Es geht dabei um einen Drogendealer, der abstreitet, überhaupt etwas damit zu tun haben. Sie hat Mühe sich darauf vorzubereiten, aber Bonnie gibt ihr den entscheidenden Tipp, wie es sicher klappt: Christy muss sich nur daran erinnern wie ihre Mutter damals ihre Drogengeschäfte abgewickelt hat und so weiß sie, wie sie den Angeklagten anpacken muss. Schließlich gewinnt sie und bekommt wegen ihres Könnens und Wissens über den Sommer eine bezahlte Stelle bei der Kanzlei. |           |                                       |                                            |                      |                                       |                      | |                 |
| 120 | 10        | Bonnie riecht den Braten              | Flamingos and a Dance-Based Exercise Class | 6. Dez. 2018         | 22. Mai 2019                          | James Widdoes        | Sheldon Bull & Anne Flett-Giordano & Michael Shipley Idee: Gemma Baker & Adam Chase & Susan McMartin   | 7,92 Mio.       |
| Christy ist bei der Arbeit im Restaurant ziemlich gestresst und macht eine Pause draußen, wo sie Chef Rudy antrifft, der gerade eine Zigarette raucht. Sie lässt sich von ihm verführen, ebenfalls eine zu rauchen, da dies beruhigen soll. Kurze Zeit später schnorrt sie von jemandem bei einem Treffen wieder eine Zigarette, raucht sie aber im Versteckten, als sie hört, dass ihre Freundinnen nach draußen kommen. Daraufhin kauft sie sich nach langer Zeit wieder eine Schachtel Zigaretten und ist erstaunt, wie teuer sie geworden sind. Bonnie kommt ihr auf die Schliche, dass sie wieder zu rauchen begonnen hat, aber Marjorie tröstet sie, dass dies nicht schlimm ist. Tammy hat im Baumarkt einen Mann kennengelernt, der sie auf ein Date einlädt. Sie ist total nervös und weiß nicht, wie sie sich verhalten soll. Alle versuchen, ihr gute Ratschläge zu geben und sie ist hin- und hergerissen, wem sie nun glauben soll. Vor allem als er sich nach dem Date nicht mehr bei ihr meldet. |           |                                       |                                            |                      |                                       |                      | |                 |
| 121 | 11        | Tacos für Tammy                       | Foot Powder and Five Feet of Vodka         | 13. Dez. 2018        | 29. Mai 2019                          | James Widdoes        | Nick Bakay & Warren Bell & Susan McMartin Idee: Marco Pennette & Alissa Neubauer & Britté Anchor       | 7,72 Mio.       |
| Es ist bald Weihnachten und die sechs Frauen losen aus, wer für wen wichtelt. Christy hat Wendy gezogen und weiß zunächst nicht, was sie ihr schenken soll. Sie unternimmt große Anstrengungen, um etwas herauszufinden, mit dem sie Wendy überraschen kann. Sie will Plätzchen backen, da sie kein Backblech im Haus haben, schlägt Bonnie vor, sie solle in Adams Wohnung gehen, dort hat es. Dabei findet Christy heraus, dass Adam seine Wohnung untervermietet. Sie spricht ihn darauf an, dabei beichtet er ihr, dass die Bar schlecht läuft. Eigentlich sollte Bonnie nichts davon erfahren, aber Christy schafft es nicht, es vor ihrer Mutter zu verschweigen. Bonnie versucht Tammy zu helfen, einen Job zu finden, um zu verhindern, dass sie ins Gefängnis zurückgeschickt wird, weil ihre neue Bewährungshelferin sehr streng ist. Tammy findet einen Job in einer Taco-Bar, kann aber nicht lange bleiben, weil sie einem Obdachlosen ein Menu für einen Dollar gegeben hat. Als sie beim nächsten Termin bei der Bewährungshelferin ist, kommen alle vorbei und versprechen, Tammy Arbeiten bei ihnen zu verschaffen und sie dafür zu bezahlen. So kommt sie darum herum, zurück ins Gefängnis zu müssen. |           |                                       |                                            |                      |                                       |                      | |                 |
| 122 | 12        | Eine einfache Umarmung                | Hacky Sack and a Beautiful Experience      | 10. Jan. 2019        | 5. Juni 2019                          | James Widdoes        | Gemma Baker & Adam Chase & Michael Shipley Idee: Sheldon Bull & Anne Flett-Giordano                    | 9,35 Mio.       |
| Marjorie, Jill, Wendy und Christy machen einen Ausflug zu einer Frau, die für ihre Umarmungstherapie berühmt ist. Aber als sie endlich an der Reihe wären, fehlt Christy weil sie gerade draußen ist um eine Zigarette zu rauchen. Und die Anderen können nicht rein, weil sie die Tickets hat. Vor allem Jill ist wütend auf Christy und will so schnell wie möglich wieder nach Hause. Aber nun muss Christy auch noch auf die Toilette. Dort trifft sie zufällig auf die Frau. Sie erhält von ihr eine Umarmung. Als Jill sie später sucht ist Christy wie weggetreten und gibt auch Jill eine innige Umarmung, was sie zum Weinen bringt. In der Zwischenzeit sind sich Bonnie und Adam nicht einig über Ideen, um die Bar vor einer finanziellen Katastrophe zu retten. Bonnie vertreibt sogar noch seinen letzten Stammgast Mike (Larry Joe Campbell), indem sie ihn an ein Meeting mitnimmt. Spaßeshalber macht sie auf Yelp eine Bewertung und siehe da, plötzlich kommen weitere Gäste. |           |                                       |                                            |                      |                                       |                      | |                 |
| 123 | 13        | Wer Freunde hat, braucht keine Feinde | Big Floor Pillows and a Ball of Fire       | 17. Jan. 2019        | 12. Juni 2019                         | James Widdoes        | Nick Bakay & Susan McMartin & Anne Flett-Giordano Idee: Warren Bell & Adam Chase & Michael Shipley     | 8,45 Mio.       |
| Adams Freund Mitch (Bradley Whitford) ist in der Stadt, um sich bei Christy und Bonnie zu entschuldigen, wie er sich bei seinem letzten Besuch verhalten hat. Sie nehmen seine Entschuldigung widerwillig an, weil er behauptet, nun trocken zu sein. Dies habe seine Trennung von Leanne (Nicole Sullivan) verursacht, als sie sich weigerte, mit dem Trinken aufzuhören. So begleitet er sie zu einem Treffen bei den AA, vor allem Wendy und Jill sind beeindruckt von ihm. Doch bei seinem ersten Besuch in Adams Bar kehrt Mitch zu seinen alten Gewohnheiten zurück, als er einen Joint raucht. Trotzdem akzeptiert Adam, dass er als Investor bei ihm einsteigt. Es stellt sich jedoch bald heraus, dass er auch nur vorgibt, viel Geld zu haben, denn sein Check ist geplatzt. |           |                                       |                                            |                      |                                       |                      | |                 |
| 124 | 14        | Jill und ihr Bodyguard                | Kalamazoo and a Bad Wedge of Brie          | 31. Jan. 2019        | 19. Juni 2019                         | James Widdoes        | Marco Pennette & Alissa Neubauer & Britté Anchor Idee: Nick Bakay & Warren Bell & Susan McMartin       | 8,55 Mio.       |
| Christy ist frustriert, weil ihre Betreuerin Nora so abweisend zu ihr ist, denn sie hätte sie gerne auch als ihre Freundin. Sie findet heraus, dass Nora Chili con Carne liebt und kocht ihr eine große Portion. Als Nora danach die Wettervorhersage moderiert, muss sie unvermittelt „einen fahren lassen“. Als Christy sie darauf anspricht, ist es ihr natürlich peinlich, doch irgendwie hat die Situation das Eis gebrochen, denn Nora lädt sie ins Studio ein. Nach einem Einbruch in Jills Haus wird ein Polizist namens Andy (Will Sasso) beauftragt, den Ort für einige Tage zu bewachen. So kommen sie ins Gespräch und Jill erfährt, dass Andy ebenfalls geschieden ist. Zudem mag sie es, dass ein so starker Mann auf sie aufpasst. Bonnie und Tammy öffnen Jill die Augen, was für ein toller Mann Andy ist. So verursacht sie selbst einen Alarm, damit er vorbeikommen muss. |           |                                       |                                            |                      |                                       |                      | |                 |
| 125 | 15        | Das Date mit Mom                      | Sparkling Banter and a Failing Steel Town  | 14. Feb. 2019        | 26. Juni 2019                         | James Widdoes        | Gemma Baker, & Marco Pennette & Adam Chase Idee: Alissa Neubauer & Britté Anchor                       | 7,64 Mio.       |
| Es ist Valentinstag und alle haben etwas vor außer Bonnie und Christy: Wendy darf bei einer Herztransplantation dabei sein, Jill hat ein Date mit Andy, Tammy wird Yuri in seinem Uber-Taxi begleiten und Marjorie möchte sich alleine Notting Hill ansehen. So beschließen Bonnie und Christy, sie könnten zusammen in ein schickes Restaurant zum Abendessen. Christy beklagt sich bei ihrer Mutter und macht sie für ihr verpasstes Liebesleben und für ihr mangelndes Vertrauen in Männer verantwortlich. Jill trifft an ihrem Date auf ihre Freundin Leanne (Nicole Sullivan) und tut so, als ob sie kein Date mit Andy hat, was ihn veranlasst, zu gehen. Später versucht sie es zwar wieder gutzumachen, aber Andy lässt sie abblitzen. Yuri schenkt Tammy eine Rose zum Valentinstag und danach hat sie Sex mit ihm – das erste Mal seit sieben Jahren. Wendy fliegt aus dem OP hinaus, weil sie niesen musste und weiß nun nicht, ob alles gut gegangen ist. Und Marjorie wird bei ihrem Film ständig von den anderen gestört, weil sie anrufen und um Rat fragen. Schlussendlich treffen sich alle bei Marjorie zu Hause, damit sie nicht alleine ist. |           |                                       |                                            |                      |                                       |                      | |                 |
| 126 | 16        | Miss Unausstehlich                    | Skippy and the Knowledge Hole              | 21. Feb. 2019        | 3. Juli 2019                          | James Widdoes        | Alissa Neubauer & Sheldon Bull & Britté Anchor Idee: Gemma Baker & Marco Pennette                      | 8,41 Mio.       |
| Als Christy ihre Kreditkartenrechnung erhält und sieht, wie viel sie für Zigaretten ausgegeben hat, versucht sie aufzuhören, was sie für den Rest der Gruppe unausstehlich macht. Alle gut gemeinten Ratschläge verpuffen und Christy versucht bei jeder Gelegenheit, bei jemandem eine Zigarette zu schnorren. Schlussendlich schenken ihr ihre Freundinnen zwei große Packungen Nikotinkaugummi. Tammy ermutigt Bonnie, die GED-Prüfung auch zu machen, weil sie ihr geholfen hat für den Test zu lernen und eigentlich alles besser weiß, aber Bonnie scheitert. Nachdem Bonnie der Gruppe beschrieben hat, wie sie sich während des Tests gefühlt hat meint Wendy, dass sie möglicherweise an AHDS leidet. Ab sofort benutzt Bonnie dies als Ausrede, wenn etwas schiefläuft. Doch ihre Kolleginnen organisieren, dass sie den Test nochmals machen kann, wenn nötig auch alleine, damit sie nicht abgelenkt ist. |           |                                       |                                            |                      |                                       |                      | |                 |
| 127 | 17        | Therapie wider Willen                 | Cincinnati and a Toe Situation             | 7. März 2019         | 10. Juli 2019                         | James Widdoes        | Nick Bakay & Warren Bell & Susan McMartin Idee: Sheldon Bull & Anne Flett-Giordano & Michael Shipley   | 8,30 Mio.       |
| Adam bittet Christy in der Bar auszuhelfen, da der Ansturm momentan riesig und Tammy noch nicht so geübt ist. Dabei lernt sie Mike und seine Kollegen kennen, die mit einer Telefon-App auf jeden Aspekt der Spiele zu wetten. Obwohl Christy selbst keine Wetten abschließt, erhält sie Trinkgeld für die richtigen Tipps von den Jungs, was sie veranlasst, ihren Spielsucht-Betreuer zu fragen, ob dies als Glücksspiel gilt. Er bejaht und verbietet es ihr. Doch sie kann nicht aufhören. Bonnie hat wegen ihres AHDS ihre erste Sitzung mit ihrem Therapeuten Trevor (Rainn Wilson). Doch statt sich helfen zu lassen treibt sie ihn in den Wahnsinn. |           |                                       |                                            |                      |                                       |                      | |                 |
| 128 | 18        | Supermom                              | Soup Town and a Little Blonde Mongoose     | 4. Apr. 2019         | 17. Juli 2019                         | Rebecca Ancheta Blum | Anne Flett-Giordano & Michael Shipley & Britté Anchor Idee: Gemma Baker & Adam Chase & Sheldon Bull    | 7,61 Mio.       |
| Bonnie will mit Adam zu einem Eagles-Konzert in San Francisco gehen, aber Christy hat eine Grippe. Zunächst fahren sie trotzdem los, aber unterwegs bekommt Bonnie ein schlechtes Gewissen und will umdrehen um sich um ihre Tochter zu kümmern. Die Aufgabe, Mutter eines kranken Kindes zu sein, ist für Bonnie eine Herausforderung an der sie zu scheitern droht. Währenddessen bemerken Jill, Marjorie und Tammy eine Veränderung in ihrer Gruppendynamik, da die Plunketts abwesend sind. Niemand verbietet Wendy das Wort. |           |                                       |                                            |                      |                                       |                      | |                 |
| 129 | 19        | Weg mit den Spendierhosen             | Lumbar Support and Old Pork                | 18. Apr. 2019        | 24. Juli 2019                         | James Widdoes        | Marco Pennette & Alissa Neubauer & Susan McMartin Idee: Nick Bakay & Warren Bell & Maria Espada Pearce | 6,62 Mio.       |
| Christy und Bonnie sind überrascht, als sie den Kühlschrank öffnen und er voll mit frischen Sachen ist, die Adam nach eigenen Angaben gekauft hat, weil es der Bar gut geht. Adam überrascht Bonnie dann mit einem neuen Auto bei Baxter, aber Bonnie lehnt es ab, weil ihre jahrzehntelange Erfahrung ihr sagt, dass das Glück niemals anhält. Sie läuft Adam davon, als er nach Hause kommt, hat er den Schlüssel in der Hand, weil er Bonnie das Auto trotzdem gekauft hat. Erst als Baxter Bonnie erklärt, dass sie das Glück genießen soll, solange sie kann – so wie er es auch macht, seit er mit Candace zusammen ist – lenkt sie ein. Tammy schlägt Christy vor, an einem gemeinsamen Essen mit Yuri und seinem Cousin Sergei teilzunehmen. Christy mag ihn sehr, bis sie sieht, dass er in kriminelle Aktivitäten verwickelt ist, von denen sie befürchtet, dass sie Tammys Bewährung beeinträchtigen könnten. Christy versucht Yuri zu überzeugen, seinen Cousin Tammy zuliebe rauszuwerfen, aber stattdessen trennt er sich von Tammy. |           |                                       |                                            |                      |                                       |                      | |                 |
| 130 | 20        | Vergebungskumpels                     | Triple Dip and an Overhand Grip            | 25. Apr. 2019        | 31. Juli 2019                         | James Widdoes        | Nick Bakay & Sheldon Bull & Susan McMartin Idee: Marco Pennette & Alissa Neubauer & Michael Shipley    | 7,91 Mio.       |
| Bonnie und Tammy machen einen Ausflug zu ihrer alten Pflegemutter Mrs. Dickinson (Lois Smith), um sich bei ihr zu entschuldigen, wie sie sich damals verhalten haben und um es wieder gut zu machen. Verärgert darüber, dass Mrs. Dickinson Tammy offen bevorzugt, konfrontiert Bonnie sie damit, dabei erfährt sie ein Geheimnis über Tammys Vergangenheit. Während Marjorie und Wendy ein Theaterstück im Seniorenzentrum besuchen, lassen sich Christy und Jill zögernd zu einem Kaffee mit Mark und Dane vom AA-Treffen einladen. Aber zunächst tauchen die beiden nicht auf, als Christy und Jill dann gehen wollen, kommen sie doch noch. Aber Jill hat keine Lust mehr und täuscht eine Migräne vor, da sie noch ins Kino wollten. Während der Fahrt dorthin, wird Christys Auto von der Polizei angehalten. Es ist Andy und Jill ist total verwirrt, als sie ihn doch noch wiedersieht. Nun täuscht Christy einen Migräneanfall vor, damit Jill und Andy alleine sind. Beide entschuldigen sich beim Anderen, während Christy sie über das Megaphon des Streifenwagens auffordert, sich endlich zu küssen. |           |                                       |                                            |                      |                                       |                      | |                 |
| 131 | 21        | Immer diese Aufschieberitis!          | Fingers Guns and a Beef Bourguignon        | 2. Mai 2019          | 7. Aug. 2019                          | James Widdoes        | Warren Bell & Anne Flett-Giordano & Adam Chase Idee: Gemma Baker & Britté Anchor & Chelsea Myers       | 7,89 Mio.       |
| Obwohl Bonnie ein neues Auto besitzt und keinen Platz zum Parken ihres alten Autos hat, zögert sie, ihre alte Kiste zu verkaufen. Dass sie deswegen sogar Streit mit Adam bekommt, weil er versucht, mit ihr darüber zu sprechen, lässt sie kalt. Ihr Therapeut Trevor versucht Bonnie davon zu überzeugen, dass das Auto ihr altes Ich darstellt, aus dem sie herausgewachsen ist, aber zögert, es zurückzulassen. Christy hat den Sommer über einen Job in einer Kanzlei gefunden, ärgert sich aber darüber, dass sie nur mindere Arbeit wie Akten kopieren machen darf. Dass sie dazu noch von einem jungen Anwalt ignoriert wird, macht es noch schlimmer. Als sie aber beim Kopieren von Akten einen Lösungsansatz für einen verzwickten Fall findet und ihm dies mitteilt, gibt er es als seine eigene Idee aus. Trotzdem hat Christy Freude daran. |           |                                       |                                            |                      |                                       |                      | |                 |
| 132 | 22        | Blitzhochzeit                         | Crazy Hair and a Teeny Tiny Part of Canada | 9. Mai 2019          | 7. Aug. 2019                          | James Widdoes        | Gemma Baker & Adam Chase & Anne Flett-Giordano Idee: Warren Bell & Michael Shipley & Britté Anchor     | 8,08 Mio.       |
| Christy feiert das 6-jährige Jubiläum trocken zu sein, muss aber erfahren, dass ihre Betreuerin Nora nach Minneapolis zieht und nicht länger für sie da sein kann, was ihr den Tag vermiest. Gleichzeitig reisen Adam und Bonnie nach Reno, um eine Jukebox für die Bar abzuholen. Sie streiten sich über Bonnies Widerwillen, einen Hochzeitstermin festzulegen. Adam provoziert sie solange, bis Bonnie wütend einwilligt, ihn sofort in einer Kapelle in Reno zu heiraten. Als Christy dies später erfährt ist sie noch mehr verärgert. Sie beschwert sich, dass ihre Mutter schreckliche Erfahrungen mit ihr geteilt hat, sie aber bei diesem wunderbaren Ereignis außenvorlässt. So willigt Bonnie ein, Adam ein zweites Mal zu heiraten und alle versammeln sich in der Bar, um das Fest nachzuholen. Und Marjorie sagt Christy, dass sie gerne wieder ihre Betreuerin sein möchte. |           |                                       |                                            |                      |                                       |                      | |                 |

## DVD-Veröffentlichung
In den Vereinigten Staaten wurde die DVD zur sechsten Staffel am 15. Oktober 2019 veröffentlicht. In Deutschland ist die DVD zur sechsten Staffel bisher nicht erschienen.